# Enkelvoudige algebra
In de ringtheorie, een deelgebied van de wiskunde, is een algebra {\displaystyle A} enkelvoudig als {\displaystyle A} geen niet-triviale tweezijdige idealen bevat en de verzameling {\displaystyle \{ab\mid a,b\in A\}} niet leeg is.
De tweede voorwaarde in de definitie voorkomt de volgende situatie: beschouw de algebra
{\displaystyle \left\{{\begin{bmatrix}0&\alpha \\0&0\\\end{bmatrix}}\,{\Bigg |}\,\alpha \in \mathbb {C} \right\}}
met de gebruikelijke matrixoperaties. Dit is een eendimensionale algebra, waarin het product van twee willekeurige elementen nul is. Deze voorwaarde zorgt ervoor dat de algebra een minimale niet-nulzijnde linkerideaal heeft, wat bepaalde argumenten vereenvoudigt.
Een onmiddellijk voorbeeld van enkelvoudige algebra zijn delingsalgebra's, waar elk element een multiplicatieve inverse heeft, bijvoorbeeld, de reële algebra van de quaternionen. Ook kan men aantonen dat de algebra van 
{\displaystyle n\times n}-matrices met elementen in een delingsring enkelvoudig is. In feite karakteriseert dit alle eindig-dimensionale enkelvoudige algebra's op isomorfisme na, dat wil zeggen dat een eindig-dimensionale enkelvoudige algebra isomorf is met een matrixalgebra over een zekere delingsring. Dit resultaat werd in 1907 gegeven door Joseph Wedderburn in zijn proefschrift, On hypercomplex numbers, dat in de Proceedings of the London Mathematical Society verscheen. Wedderburns proefschrift classificeerde enkelvoudige en halfenkelvoudige algebra's. Enkelvoudige algebra's zijn de bouwstenen van halfenkelvoudige algebra's: elke eindig-dimensionale halfenkelvoudige algebra is in de zin van algebra's en enkelvoudige algebra's een cartesisch product.
Dit resultaat van Wedderburn werd later in de stelling van Artin-Wedderburn veralgemeend naar halfenkelvoudige ringen.

## Voorbeelden
- Een centrale enkelvoudige algebra (ook wel Brauer-algebra genoemd) is een enkelvoudige eindig-dimensionale algebra over een lichaam (Ned) / veld (Be) {\displaystyle F}, waarvan het centrum ook {\displaystyle F} is.

## Enkelvoudige universele algebra's
In de universele algebra wordt een abstracte algebra {\displaystyle A} dan en slechts dan "enkelvoudig" genoemd als het geen niet-triviale congruentierelaties heeft, of equivalent, als elk homomorfisme met domein {\displaystyle A} ofwel injectief ofwel constant is.
Zoals congruenties op ringen worden gekenmerkt door hun idealen, is deze notie een rechtlijnige veralgemening van de notie uit de ringtheorie: een ring is enkelvoudig in de zin dat zij geen niet-triviale idealen heeft dan en slechts dan als de ring enkelvoudig in de zin van de universele algebra is.